# Роб-Грийе, Ален
Але́н Роб-Грийе́ (фр. Alain Robbe-Grillet; 18 августа 1922, Брест — 18 февраля 2008, Кан) — французский прозаик, сценарист и кинорежиссёр

, основной идеолог «нового романа», член Французской академии (с 2004 года; на кресле № 32, церемония приёма не проводилась).

## Биография
Окончил Национальный институт агрономии. Первый роман Роб-Грийе «Цареубийца» написан им в 1949 году, но оставался неопубликованным до 1978 года. Рукопись романа была предложена автором одному из крупнейших парижских издательств «Галлимар», которое отказалось его публиковать. Однако первый опыт Роб-Грийе был замечен, и рукопись отправили литературному консультанту другого издательства — «Минюи».
В последующие два года Роб-Грийе работает инженером в Колониальном институте плодовых и цитрусовых, часто бывая в Марокко, Французской Гвиане, на Гваделупе и Мартинике. В конце 1950 года он покидает эту должность по состоянию здоровья. Возвратившись во Францию, он пишет свой второй роман «Ластики» («Les Gommes»), другой вариант перевода названия на русский язык — «Резинки», и предлагает его издательству «Минюи». Это издательство и опубликовало роман в 1953 году. Тогда критика не придала роману особого значения. Однако с этого момента Роб-Грийе сосредоточился на литературном творчестве.
Настоящий успех писателя связан с выходом в свет в 1953 году его следующего романа — «Соглядатай». Роман получил престижную Премию критики, что сопровождалось громким скандалом. Ряд газет публикуют совершенно разгромные статьи, в которых говорится, что книга заслуживает не престижной премии, а разбирательства в суде на предмет оскорбления общественной нравственности. Самому автору даже рекомендуют лечиться в психиатрической клинике. Однако Роб-Грийе получил и широкую поддержку со стороны таких известных критиков, как Ролан Барт, Морис Бланшо. В защиту писателя высказались также Альбер Камю и Андре Бретон.
Благодаря их поддержке Роб-Грийе получает в журнале «Экспресс» колонку, в которой публикует серию из девяти статей под общим заглавием «Литература сегодня». Эти статьи, публиковавшиеся с октября 1955 по февраль 1956 года, позже легли в основу программного сборника эссе «За новый роман», ставшего манифестом названного направления. Каждый раз выступления писателя служили поводом для ожесточённых литературных дискуссий, которые не прекращались до конца 1970-х годов. Роб-Грийе становится рецензентом, а позже литературным директором издательства «Минюи». Под его руководством это издательство стало подлинным центром течения нового романа. А сам Роб-Грийе становится признанным главой движения, к которому примкнули Мишель Бютор, Натали Саррот, Маргерит Дюрас, Клод Симон, Робер Пенже. Роб-Грийе продолжает активно писать. Выходят его романы «В лабиринте» (1959), «Ревность» (1957). В начале 1960-х писатель активно включается в работу в кинематографе, сначала как сценарист, а позже и как плодовитый режиссёр.
В 1963 вместе с Н. Саррот, С. де Бовуар и Ж. П. Сартром впервые побывал в Ленинграде и Москве. Впоследствии не раз бывал в России, совершил с женой путешествие по Транссибирской магистрали, после которого из Находки отплыл в Корею. В 1971—1995 гг. преподавал в Нью-Йоркском университете, затем вернулся во Францию и поселился в Кане.
В 1985 году Роб-Грийе снова шокирует читателей и критиков, выпустив в свет «Возвращающееся зеркало» — первую часть автобиографической трилогии. Вторая часть, «Анжелика, или Ворожба», появилась в 1988, а третья — «Последние дни Коринфа» — в 1994. Эта трилогия мало похожа на традиционную автобиографию. В этой псевдоавтобиографии автор свободно смешивает пласты реальности и вымысла, подтверждая свою славу литературного экспериментатора.
В 2001 году в издательстве «Минюи» выходит предпоследний роман писателя — «Повторение». Он представляет собой литературную игру, даже автопародию. Автор под видом некоего иного рассказчика часто сам вступает в повествование, корректируя его. В тексте указывается на скрытые литературные аллюзии, в частности, и на прежние произведения самого Роб-Грийе. В романе описывается шпионская история из годов начала холодной войны. Разворачивающийся шпионский роман наполняется все большим и большим количеством странных деталей.
Роб-Грийе работал также в кинематографе. Сценарист нескольких фильмов, в том числе картины Алена Рене «В прошлом году в Мариенбаде» (1961). Как режиссёр поставил фильмы «Бессмертная» (1963), «Трансъевропейский экспресс» (1966), «Человек, который лжёт» (1968), «Рай и после» (1970), «Постепенное скольжение в удовольствие» (1974, «Игра с огнём» (1975), «Шум, сводящий с ума» (1995), «Вам звонит Градива» (2006) (по роману немецкого писателя Вильгельма Йенсена «Градива» и книге Зигмунда Фрейда «Бред и сны в «Градиве» Йенсена»).

## Стиль
Стиль Роб-Грийе в его первых романах можно охарактеризовать как шозизм (вещизм). Повествование нарочито обезличенное и плоскостное. Главным мотивом становится навязчивая и повторяющаяся опись предметов, неживых вещей, каких-то случайных бытовых деталей, казалось бы, совершенно излишних и оттесняющих рассказ о событиях и образы персонажей. Однако постепенно становится ясно, что никакого события и не происходит, а опись предметов мира заставляет поставить вопрос о том, что такое бытие. Единственное, что можно утверждать о мире романов Роб-Грийе — он существует. Все, что есть в мире — это знаки, но не знаки чего-то иного, не символы, а знаки самих себя. То есть, Роб-Грийе решительно порывает с метафорой и антропоморфизмом.
Строй прозы Роб-Грийе часто называют загадочным и непонятным, несмотря на внешнюю упрощённость и обезличенность, и не случайно появилось устойчивое выражение «романы-лабиринты Роб-Грийе».
От «вещизма» Роб-Грийе перешёл к «игровым» текстам, использующим мифологемы массовой культуры, архетипы подсознания. В романах Роб-Грийе усиливается присутствовавшее и в ранних произведениях пародийное начало — писатель пародирует полицейские, любовные, колониальные романы, порно-приключенческие фильмы, а также модные интеллектуальные стереотипы. К этому периоду относятся роман-детектив «Проект революции в Нью-Йорке» (1970), роман «Топология города-призрака» (1975). Так, в «Проекте революции в Нью-Йорке» с нарочитой невозмутимостью описываются, например, чудовищные пытки, которые проделываются над девушкой, потом эта же сцена повторяется, варьируясь, много раз, так что уже непонятно, та же это девушка или другая и кто её мучители. Серийность приобретает ключевое положение в поэтике Роб-Грийе. В этой связи интересно связать стилистику писателя с философской концепцией серийного мышления.
В.В. Набоков, в 1964 г., отвечая на вопрос, чтение каких современных писателей доставляет ему удовольствие, назвал Роб-Грийе и Борхеса: "как свободно и приятно дышится в их великолепных лабиринтах" - в книге Набокова "Строгие суждения".

## Фильмография

### Сценарист
1961 — В прошлом году в Мариенбаде / L’année dernière à Marienbad
1963 — Бессмертная / L’immortelle
1967 — Транс-европейский экспресс / Trans-Europ-Express
1968 — Человек, который лжёт / L’homme qui ment
1969 — Ластики / Les gommes …
1970 — Рай и после / L'éden et après
1971 — Н. взял кости... / N. a pris les dés…
1973 — Постепенные изменения удовольствия / Glissements progressifs du plaisir
1974 — Игра с огнём / Le jeu avec le feu
1982 — Прекрасная пленница / La belle captive
1994 — Голубая вилла / Un bruit qui rend fou
1994 — Таксандрия / Taxandria
2006 — Вам звонит Градива / Gradiva (C’est Gradiva qui vous appelle)

### Режиссёр
1963 — Бессмертная / L’immortelle
1967 — Транс-европейский экспресс / Trans-Europ-Express
1968 — Человек, который лжёт / L’homme qui ment
1970 — Рай и после / L'éden et après
1971 — Н. взял кости... / N. a pris les dés…
1973 — Постепенные изменения удовольствия / Glissements progressifs du plaisir
1974 — Игра с огнём / Le jeu avec le feu
1982 — Прекрасная пленница / La belle captive
1994 — Шум, который сводит с ума / Un bruit qui rend fou
2006 — Вам звонит Градива / Gradiva (C’est Gradiva qui vous appelle)

### Актёр
1967 — Транс-европейский экспресс / Trans-Europ-Express — Жан, режиссёр
1973 — Постепенные изменения удовольствия / Glissements progressifs du plaisir — Прохожий
1999 — Обретенное время / Le Temps retrouvé — Гонкур

### Романы
- Цареубийство / Un Régicide (1949)
- Ластики / Les Gommes (1953)
- Соглядатай / Le Voyeur (1955)
- Ревность / La Jalousie (1957)
- В лабиринте / Dans le labyrinthe (1959)
- Дом свиданий / La Maison de rendez-vous (1965)
- Проект революции в Нью-Йорке / Projet pour une révolution à New York (1970)
- Прекрасная пленница / La Belle Captive (1975)
- Топология города-призрака / Topologie d’une cité fantôme (1976)
- Воспоминания о Золотом треугольнике / Souvenirs du Triangle d’Or (1978)
- Джин / Djinn (1981)
- Повторение / La Reprise (2001)
- Сентиментальный роман / Un Roman sentimental (2007)

### Сборники рассказов
- Моментальные снимки / Instantanés (1962)

### «Романески»
- Возвращение зеркала / Le Miroir qui revient (1985)
- Анжелика, или Очарование / Angélique ou l’enchantement (1988)
- Последние дни Коринта / Les derniers jours de Corinthe (1994)

### Эссе
- За новый роман / Pour un Nouveau Roman (1963)
- Путешественник / Le voyageur, essais et entretiens (2001)
- Предисловие к жизни писателя /Préface à Une Vie d’Ecrivain (2005)